# グロイザーX
『グロイザーX』（グロイザーエックス）は、桜多吾作原作によるナック制作のロボットアニメ。1976年（昭和51年）7月1日から1977年（昭和52年）3月31日まで、毎週木曜日 19:30 - 20:00の時間帯に於いて東京12チャンネル（現：テレビ東京）にて全39話が放送された。
第1話のサブタイトルから「大空の王者 グロイザーX」や「空爆ロボ グロイザーX」とも呼ばれるが、公式には単に「グロイザーX」である。
東京12チャンネル初のロボットアニメで、ナックでは『アストロガンガー』（日本テレビ系）に次ぐ巨大ロボット作品。
2004年にDVDソフトが発売されている。

## ストーリー
事故によって、地球に不時着したガイラー星の探検隊はゲルドン帝王の支配の下に「ガイラー帝国」を名乗り、地球侵略に乗り出す。
ゲルドン帝王に対抗する平和主義の科学者 ヤン博士はロボットに変形できる爆撃機「グロイザーX」を娘のリタに託して、日本へ脱出させた。
リタは飛島パイロットチームの海阪譲と知り合い、彼とともにグロイザーXを駆って、ガイラー帝国の空爆ロボと戦う。

## 登場人物

### 飛島パイロットチーム
飛島パイロットチーム（以降「TPC」と表記）は東京湾の孤島「茜島」（あかねじま）に基地を置く、飛島秀樹博士をオーナーとした民間航空会社である。リタとグロイザーXの亡命により、吉田局長率いる国防軍国家保安局の管理下に置かれることとなり、地球を守る砦となった。
海阪 譲（かいさか じょう）
声 - 古谷徹
TPCのエース パイロット。通称「ジョー」。飛行機の中で生まれるも、やがて両親を亡くし、飛島博士に引き取られる。学生時代は一番の不良だったが、飛行機との出会いが彼を変える。リタと出会ってからはグロイザーXのパイロットとして、ガイラー帝国との戦いに身を投じることになる。
熱血漢でやや無鉄砲なところもあるが、気は優しく、子供には好かれており、持ち前の正義感の強さでガイラー帝国と空爆ロボに挑んでいった。ガイラー星人の非道振りに嫌悪を露わに敵視する傾向もあったが、第9話のハーロックや、第20話のパンサーといった戦わざるを得なくても、心を通じ合わせたガイラー星人とも出逢った事で、後半ではそうした心あるガイラー星人達と共にゲルドン打倒を目指していく。
戦いを通じてリタと心を通わせていくが、異星人同士での寿命の違いなどで共に生きることができず、戦いが終わった後に寄贈されたグロイザーXから、もはや二度と会うことはない彼女を見送ったところで物語は終結する。
リタ
声 - 野崎貴美子
ガイラー星人。ゲルドン帝王の地球侵略に反対する父のヤン博士からグロイザーXを託され、負傷しながらも帝国を脱出。茜島に不時着し、TPCに助けられる。以後はグロイザーXとともにTPCに身を預け、グロイザーXのサブ パイロットとなり、同胞との対決という過酷な運命に立ち向かっていく。
か細い外見のわりに芯は強く、空爆ロボによって両親を喪ったマサトからの批判や、ゲルドン帝王を始めとするガイラー帝国に裏切者と罵られても、自分の信念を曲げない強い心の持ち主。しかし、ケントやビッキーといった、かつての仲間と交戦し、戦死した際には悲しみを素直に表していた。第24話ではTPCメンバーの中で唯一の異星人ということを飛島博士から気遣われて、「養子にならないか？」と誘われ、はじめは保留にしていたが、譲をはじめとした仲間達の勧めから、翌話で戦いを終えて帰還した時、その申し出を喜んで受け容れた。
最終話でゲルドンを倒した後、父や同胞たちと再会し、さらに母星からの迎えが来る喜びに浸るのも束の間、パートナーである譲とは同じ世界の中で生きることはできない悲しみを抱くことになり、涙で譲に別れを告げる。
飛島 秀樹（とびしま ひでき）
声 - 勝田久
TPCのオーナーで、科学者。宇宙工学の世界的権威である。11月25日生まれ。通称「先生」。譲とリタの司令官を務める。譲の育ての親でもあり、不良行為に走った譲に飛行機乗りへの道を示し、更生させた。自身も筋金入りのパイロットであり、操縦士としての魂に誇りを持っている。
厳しい目で周囲を管理しつつも、仲間たちの不安や不満、気持ちを理解して受け容れる包容力も兼ね備えた人物で、第24話では同胞達との戦いに耐えるリタを気遣い、翌話で養子として引き取っている。
バク
声 - 竜田直樹
TPCの長老で、徳島生まれの元ゼロ戦パイロット。ギャグメーカー的なポジションだが、その存在がしばし、TPCの人々を和ませたり、TPCが所有する複葉機「赤とんぼ」で活躍する事もある。一方で、かつての戦友が皆戦死した中で、自分だけが大した手柄も立てずに、そして生き延びて戦後を生きてきたことに密かに負い目を感じている。
第33話で、ゴルゴ隊長によって強奪され離陸しようとするグロイザーXの前輪に赤とんぼで体当たりで阻止し、死に花を咲かせるという本懐を遂げた。操縦桿を握ったまま事切れていたもののその死に顔は満足げな笑顔だった。
サブ
声 - 沢田和子
TPCの最年少メンバーで、マスコット的存在。バクをよくからかっているが、実の祖父のように慕っている。第6話ではGタンクを操縦して、負傷した譲の救出に向かった。第18話ではグロイザーXに密航するが、空爆ロボ ギロチンの攻撃で倒れたリタの代わりとなって活躍した。その後も飛島博士からゲンと共にメカの操縦や、飛行訓練を受けてきたようで、第34話では連れ去られたリタを救出に赴いている。
一平（いっぺい）
声 - 沢木郁也
TPCのメカニックマン。グロイザーXの修理も担当している。Gタンクのコピーを作れるほどに技術力は高い。一方で争いは好まない性格らしく、第20話ではガイラー星人との戦いがいつまで続くのかと疲れも見せていた。

### 協力者
吉田（よしだ）局長
声 - 岡田道郎
国防軍国家保安局の局長にして、飛島博士の上官。グロイザーXは彼の命令で出動する。TPCとグロイザーXに絶対の信頼を抱いており、ガイラー星人による事件や異変に目を光らせ、その調査と空爆ロボの迎撃を連絡するだけではなく、茜島防衛に国防軍を差し向けることもある。
四村 大吉（しむら だいきち）
声 - 岡田道郎
茜島 唯一の診療所「四村診療所」を経営している医師。戦闘で負傷した譲やリタの治療を担当。飛島博士の親友でもある。
四村 みどり（しむら みどり）
声 - 高木早苗
大吉の次女で、父の助手を務める。TPCとも親しく、リタにも優しい。第3話で、ガイラーの気象兵器の犠牲となった姉夫婦の息子のマサトを引き取って育てることとなる。
リタと並ぶ、もう一人のヒロインで、ウェーブヘアとミニスカート姿であるリタに対し、ストレートヘア、ジーンズ姿と、リタとは対照的な出で立ちである。
ゲン
声 - 山下望
茜島の網元の息子である大柄な少年。TPCに憧れているが、メンバーからは邪魔者扱いされているものの、次第に受け容れられ、第14話で仲間達と漁の最中に巡視船に化けた空爆ロボ ドラキュラスに襲撃され、そこからたった一人生き延びて、その襲撃を伝えている。同話では母親も登場しているが、メインキャラでリタとみどり以外で肉親が描写されたのは彼だけである。
第19話と第28話ではグロイザーXと茜島の危機を救う活躍もしている。第34話ではサブと共にリタ救出に志願し、譲が留守の間、グロイザーXを操縦している。
マサト
北海道に嫁いだ大吉の長女夫婦の息子。大吉の孫にして、みどりの甥である。
初登場は3話で、ガイラー帝国のゴーレン科学長官が作った気象兵器「サタン1号」が生み出した巨大雹により両親を失い、大吉に引き取られるが、リタがガイラー星人と知り「両親を殺したのはお前の仲間だ!!」と激しく非難し、リタにショックを与えたが、第5話でのグロイザーXの活躍を見て、ようやく明るい心を取り戻し、リタにも心を開く。
第27話で、サタン1号の光線を浴びた後遺症から、余命3か月から半年の不治の病に蝕まれている事実が判明。譲はマサトをグロイザーXに乗せ、彼の放ったフライング・トーペドーで、空爆ロボ ドカイザーを撃破した。しかし、第30話で容態が悪化して危篤状態となり、TPCメンバーが見守る中「死ぬのは怖くないけど、もう一度大空を思いっ切り飛びたかった」と言い残して、短い生涯を閉じた。そして彼の死は空爆ロボ ダイガー戦で、死の恐怖に取りつかれた譲を奮起させ、ダイガー打倒のきっかけをつくった。

### ガイラー帝国
300年前に地球の北極に不時着した、ガイラー星人の軍部によって設立された暗黒組織。北極海の海底に秘密基地を構え、地球を征服して移住することを目論み、産業が発達し、島国であるために占領後の防衛も容易な日本を侵略の橋頭保とすべく、激しい攻撃を行う。さらに、日本に亡命したリタの抹殺や、グロイザーXの強奪、破壊も目的の一つとなっている。ガイラー星人は地球人と比較して、病原菌を寄せ付けない強靭な免疫機構を持ち、老化の進行も遅く、数倍の寿命を持つなどの特長があり、視力、聴力などの感覚器官も地球人より優れている。
ゲルドン帝王
声 - 藪内英喜
ガイラー帝国の首領。元はガイラー星軍部のリーダーで、ガイラー星宇宙探査団ではキャプテン・ミハルタスの副官を務めていたが、ガイラー星人の実権を握ろうと画策。地球人の核実験によって、300年の眠りから醒めるとミハルタスを暗殺して、実権を握り「母星に帰ることはできない」とのプロパガンダをしいて、日本占領・地球征服を決意した。
徹底した軍人主義で、平和主義者を毛嫌いし、リタ、譲、ヤン博士、グロイザーXに激しい憎しみを抱いている。その一方で、ヤン博士に彼の最大の発明品である、タキオンエンジンを作らせ、帝国の空爆ロボを強化しようと企む。恐ろしげな顔に似合わず、グロイザーX打倒の為には単に力押しだけや、自身が提案するものだけではなく、部下の考えた様々な策略を用いた作戦案を採用する柔軟性も持ち、また、有能な部下に対しては失敗を許し、汚名挽回の機会を与える事もある。
普段は玉座から指令を出し、北極基地から出ることはほとんどなかった。最終回で、ゴーレンとともに最後の空爆ロボ ガイラーVに自ら搭乗し、グロイザーXを窮地に追い込むも、ヤン博士たちの起こしたクーデター鎮圧のため、帰還。それを追ってきた、グロイザーXにガイラーVの腹を破られて、ゴーレンとともに爆死した。
ダガー元帥
声 - 岡田道郎
帝国の大幹部の一人で、地球攻撃軍の総司令官。飛行要塞ゲルモスに搭乗し、隊長や帝国戦闘員 ギラに命令を下す。力任せの作戦を得意とする。ゲルドン帝王には表向きは忠誠を誓っているが、裏では彼を暗殺し、次期帝王になろうと企んでいる。
度重なる作戦失敗のために、第13話で、強力空爆ロボ デスダガーに自ら搭乗し、戦いの序盤戦で、グロイザーXの武器が使用不能になるほどの致命傷を与えるも、グロイザーロボに投げ飛ばされ、爆死した。第26話に登場した、ダン・ジャン・ギルの3兄弟は彼の息子である。
ドゴス元帥
声 - 河西清
ダガー元帥の後任。顔面の右半分は鉄面で、左腕はゴーレン科学長官製の義手となっている。義手は鞭状にも変形可能で、義手の掌には眼球状の分解光線発射口が装着されている。ダガー以上に非情かつ卑劣だが、姪のビッキーに対しては立場上、厳格な態度を取らざるを得ず、その処刑には多少の逡巡があった。
ゲルモスや帝国司令室から命令を下していたが、前線基地Qが完成すると基地の総司令官に就任。グロイザーXの基地であることが判明した茜島に激しい攻撃を仕掛けるも、第35話で、空爆ロボ デビルゴスもろとも爆死した。第15話では「司令」と呼ばれたり「隊長」と呼ばれたりしている。
ゴーレン科学長官
帝国の大幹部の一人である科学者。空爆ロボの設計製作や、気象兵器などの各種兵器の開発を担当している。基本的には2大元帥と同格だが、作戦に口出しすることが多いため、2大元帥からは煙たがれる存在となっている。
物語中盤では登場しないこともあったが、最終回ではガイラーVにゲルドン帝王とともに搭乗。グロイザーXを苦しめながらも、最期はガイラーVや帝王とともに爆死した。

### その他
ヤン博士
声 - 池田勝
リタの父にして、ガイラー星最高の頭脳を誇る科学者。ゲルドン帝王の地球侵略に反対したため、反逆罪で投獄されるも「兵器を造りたい」という理由で出獄し、「最強兵器」と称して、グロイザーXを造った。隙を見て、リタとグロイザーXで日本へ亡命を図るが、ギラの攻撃で失敗。リタをグロイザーXに乗せて、脱出させた。この攻撃で死亡したと思われていたが、第29話の冒頭で、帝国の独房へ投獄されていたことが判明。リタやTPCのメンバーは第35話で知ることとなる。
第2話の回想シーンでは帝王たちがグロイザーXの設計図を見ているシーンがあったが、タキオンエンジンを再現することはできなかったらしく、2度の反逆行為にもかかわらず処刑されなかったのは帝国の空爆ロボ強化のために、タキオンエンジンを作らせるためだった。しかし、それを頑なまでに拒み、最後は平和主義のリーダーとなって、ガイラー星人を軍部の手から救うことに成功した。
戦いが終結した後、地球とガイラー星の友情の証として、グロイザーXを地球に寄贈し、娘や同士達と共に母星へ帰還する。

### ゲスト キャラクター
キャプテン・ミハルタス（第2話）
リタの回想シーンにのみ登場。300年前に地球に飛来した、ゲルモスの艦長で平和主義者。一足早く、冷凍睡眠から覚めたゲルドンによって、睡眠中に抹殺された。これにより、ガイラー星人はゲルドンによって勢力を握られることとなる。
堂山博士（第6話）
声 - 池田勝
夢のジェット旅客機「マッハ3.5DNJ」を開発した科学者。ガイラー帝国のドン隊長によって、マッハ3.5ごと拉致される。だが、吉田局長の破壊命令と自分の正義感で操縦を拒否したため、逆上したドン隊長に殺害された。
堂山 カオリ（第6話）
堂山博士の一人娘。幼い頃に母を失い、父と2人きりで暮らしていた。ガイラー帝国のマッハ3.5強奪作戦の一環として、ドン隊長に拉致されるも、サブの操縦するGタンクで救出された。
星川博士（第8話）
声 - 滝雅也
V7ロケットエンジンを開発した科学者。
星川 コウジ（第8話）
声 - 高坂真琴
星川博士の一人息子。前に茜島で溺れた時に譲に助けられ、譲を慕っている。V7ロケットエンジン強奪を企む、ガロン隊長に催眠銃で洗脳され、設計図を強奪。譲を銃で射殺しようとしたが、譲の「勇気を出せ」の一言で、洗脳が解けた。
木島 大太（第10話）
茜島の富豪。かつて台風の日に6人の漁師を助けずに見殺しにしたことから、ゲンを始めとする島民に「鬼」と呼ばれていた。娘のゆかりがダラス隊長に拉致されてもTPCを非難し、ダラス隊長の要求する身代金も出さなかった。グロイザーXの必死の活躍でゆかりは救出され、大太も改心した。
木島 ゆかり（第10話）
声 - 横沢啓子
大太の一人娘。父が「鬼」呼ばわりされているため、肩身の狭い思いをしている。ダラス隊長に拉致され、人質にされた。
岡本 勇（第11話）
声 - 金沢寿一
飛島博士の教え子で、譲の親友。現在は網走で、さまざまな仕事についている。TPCを久しぶりに訪れた後、帰路の途中にガイラー帝国に拉致され、洗脳されて、ガイラーイッサム隊長となった（後述）。
エンペラー皇太子（第12話）
南米のエンパイヤ国の皇太子。国が日本に贈ったビーナス像を見物しようと来日するが、像は既に空爆ロボ ビーナスにすり替えられ、彼は捕まってしまい、グロイザーXとリタの人質交換の駒にされるが、Gタンクで、交換直前に救出された。
防衛軍隊長（第12話）
声 - 滝雅也
エンペラー皇太子を救うべく、Gタンクに自ら搭乗し、皇太子を救出した。名前は語られていない。
田吾作（第17話）
バクの親友。空爆ロボ ベーゴマの死の煙で、子供たちとともに殺された。
岡田 アキラ（第22話）
奥山湖に堕ちた隕石（実はガイラー帝国のカプセル）を見た少年。だが、その隕石に捕まり、変装したバラン隊長とすり替わられるが、譲とリタに救出された。ミドリ（声 - 高坂真琴）という妹がいる。
カオリ（第29話）
声 - 横沢啓子
ガイラー帝国の空爆で両親を失い、自分も足が不自由になった少女。譲に両親の敵を討ってほしいと頼むが、ウルフ隊長の乗る、にせグロイザーXによる孤児院「武蔵野修道院」の空爆に巻き込まれ、命を落とす。
シスター（第29話）
武蔵野修道院のシスターで、カオリを始め、ガイラー帝国の攻撃で両親を失った子供たちを引き取っており、茜島にカオリを連れて来た。名前は語られていない。
さくら（第33話）
声 - 沢田和子
前線基地Q建設のため、第28話で、空爆ロボ クジラに拉致されたタンカー「黒潮丸」の乗員の娘。譲たちに助けを求めていた。
カント（第35話）
声 - 三橋洋一
ガイラー星人の科学者で、ヤン博士の助手。リタにヤン博士が生きていることを知らせるべく、ゲルドンやドゴス元帥を欺き、ギラの1人となって、ミニ空爆ロボに搭乗。デビルゴスが一時撤退したのを見計らって、リタとコンタクトを取ろうとするが、それをドゴスに見抜かれ、デビルゴスの攻撃を受ける。間一髪で脱出し、救出されるも瀕死の重傷を負っており、四村診療所で、リタにヤン博士の件と基地Qの所在地を教えて、絶命した。その亡骸はマサトとバクの墓の隣に埋葬された。

## グロイザーXとグロイザーロボ
この作品の特徴として、人型ではなく飛行形態が基本であることがあげられる。タイトルにもなっている「グロイザーX」とは爆撃機形態の名で、「ファイト・アップ！」の掛け声とともに人型である「グロイザーロボ」へ変形する。本編でロボ形態に変形したのは第1 - 3、5、8、10、13、22、32、34 - 36話の12回と少なく、OPでは全く登場せず、EDで、ラストに登場するのみである。第10話では不時着しながらも、地上にいるまま強引にロボへの変形を、第17話では飛行形態で破損した片方の主翼をロボの腕に換装して代替主翼とする荒業を敢行した。飛行形態へ戻る際は「リターン・エックス！」とコールする。メディアによってはOP曲の歌詞から「超爆ロボ」、敵と同じく「空爆ロボ」とも呼ばれる。
タキオンエネルギーを動力源とし、機体は特殊合金「ミラクルシリコンニウム」製で、小規模の破損に対しては戦闘中でも自己修復が可能（機体形状の一応の再生はできるもののあくまで緊急措置であり、戦闘から離脱して基地での本格修繕が急務となる）。また、自動消火装置も搭載している。メカ内部には空中用の戦闘機「Gジェット」、地上・地中用の戦車「Gタンク」、海底用の潜水艇「Gシャーク」の小型メカ 3機を収容しているが、搭乗はグロイザーのコクピットから直接、各メカにシートごと移送される。
飛行形態は装備が前面に集中しているため、それ以外の上部や下部、後方部分を攻撃された場合はほぼ対応できないことが弱点である。コクピットは頭部で、目の部分から直接外を見る有視界型。右目部分に譲、左目部分にリタがそれぞれ搭乗する。劇中では明らかにされていないが、設定資料によれば全長100m、総重量1200t と当時のロボットアニメとして見ても、かなり巨大な部類であるが、機動性は高い。第23話では風防ガラスを突き破るWA銃によって、一度は敗北するが、第24話では3倍に強化した防弾ガラスを風防に取り付け、WA銃を無力化させた。
原案とアニメではカラーリングが異なり、やまとから発売された「群雄」の鋼シリーズ 第1弾として発売された際にはアニメに準拠した「通常版」と、数量限定で原案と同じカラーの「原作版」が用意され、やまと亡き後には、エボリューショントイからも同様のスタイルで通常版と原作版の二種が登場した。

### 主な武装
- タキオン光弾 - 頭部のアンテナ部から発射される光線。飛行形態・ロボ形態ともに使用可能で、最も使用頻度の高い武器。主に前方へのみ発射するが、実際には射角設定が自在であり、飛行形態では前方以外に攻撃が可能な数少ない武器のひとつ。コロナエネルギーでパワーアップした際には、そのエネルギーも加えた「タキオン・コロナ光弾」としても使用可能。
- フライング・トーペドー - ドリルを冠した空中魚雷。グロイザーXの数多いミサイル兵器の中でも最大級の大きさと破壊力を持つ、飛行形態の必殺武器。胸部に内蔵し、発射口が開くと発射台を兼ねる運搬用トレーラーで運ばれて発射される。貫通力が非常に高く、大半の空爆ロボは貫通しただけで破壊されてしまうため、ミサイルのように弾自体が爆発する場面は少ない。大抵は一撃で敵を撃破するが、デスダーガン戦（第22話）では2発、ゲルモス戦（第26話）に至っては10発も発射して、それぞれ撃破しているが、ガイラーVには通じず、ロボット形態での最終対決となった。X形態限定ではなく、ロボ時にも一応は使用可能で、第34話ではロボット状態で、タートルガーに突っ込んで中破しながらも急所にぶち込み、第35話では、前線基地Qを破壊するための「時限式フライング・トーペドー」を胸部から取り出して使用している。
- タキオン・ソニック - 額から発射されるレーザー光線。
- タキオン・レインボー - レインボー光弾とも呼称される。口部から発射する七色の光線で、霧や雲などといった妨害するガスの排除にも用いる。
- フラッシュ・ボンバー - ロボ形態のみ使用。拳を高温発光させ、打撃と同時にその超高熱で、敵メカを溶かすことができる。このため、必殺武器としても使われたことがある。腕部は「グロイザー・パンチ」として、発射も可能。
- タキオン・バリア - タキオンエネルギーで機体全体を包み、敵の攻撃を防ぐ。
- Gワインダー - 頭部に装備した、2枚のトサカ状プレートを発射して、敵を切り裂く。
- 稲妻電銃 - 翼部の根元から発射される高圧電流光線。
- ブルー・アロー - 翼部の根元から発射される矢型の兵器。
- ネック・ミサイル - 首部から発射されるミサイル。左右から発射されたものが合体して、敵に向かう。
- フライング・ソーサー・ミサイル - 腹部から発射される円盤状のミサイル。鋭利な突起物で切り裂くこともできる。
- タキオン万能ミサイル - 「タキオン・ミサイル」とも呼称される。翼部の発射口から発射する。この発射口は下腕部に変形するので、ロボ形態時には手の指から発射される。
- エンダー・ミサイル - 水平尾翼ノズルになっているミサイルで、装弾数は多くは無く、12（片側6）発程[注 9]。スプリットミサイル（脚部に搭載）とともに、グロイザーXの数少ない、対後方攻撃用武装である。
- タキオン・ハリケーン - 「ハリケーン」とも呼称される。タキオンエネルギーを伴った強風を翼前部から発生させ、敵の攻撃を撥ね返す。
- 誘導ミサイル - 空爆ロボ ベーゴマの高速自転を無効化するため、国防軍と共同開発した新武装。背中部に格納されている。弾頭に生ゴムが入っており、敵機体に粘着させる。
- Gカッター - 翼部に内蔵のカッターを露出させ、体当たり攻撃で、敵を切り裂く。
- グロイザー・シールド - 掌部に内蔵された電磁シールド。ロボット時でのみ使用。
- Gマシンガン - 両肩部に装備される、2連装機関砲。ロボ形態でも使用可能。この他にも、4連装機関砲を機体側部に備える。
- グロイザー・キック - ロボット形態で空中へ脚裏のノズル噴射で飛び上がってジャンプし、そのまま体重を載せた跳び蹴りを喰らわせる。最終回でのガイラーV戦では、ガイラーVに浴びせ、そのまま胴体をぶち抜いて止めを刺した。

### その他
茜島からの出撃時は海底に隠された滑走路を持ち上げることで、既存の滑走路を延長し、普通の飛行機と同様に離陸していた。これはグロイザーXが発着していることを、ガイラー帝国に悟られないためである。劇中後半では基地の存在そのものを隠匿するため、海底通路から発進するようになった。

## ガイラー帝国のメカニック
北極基地
ガイラー帝国の本拠地。北極海の海底に設けられている。設備は「ゲルドン帝王の大広間」、「司令室」、「空爆ロボ製造工場」、「ゲルモス・空爆ロボの格納庫」、「平和主義者を投獄する牢獄」の5つから成り立っている。ゴーレン科学長官の研究室、隊長、ギラの部屋なども存在する。ゲルドンとゴーレンの死後は、北極の開発センターとして再利用されることとなる。
秘密基地Q
第32 - 35話に登場した、ガイラー帝国の前線基地。ギラや、28話で拉致したタンカー「黒潮丸」の乗組員を使い、ゴルゴ隊長の指揮の下、茜島の近くの人工火山島の地下に建造され、ドゴス元帥が総司令官として就任。直後、グロイザーXの基地と判明した茜島に攻撃を加えるが、最後はグロイザーロボの時限式 フライング・トーペドーで爆破され、黒潮丸の乗員は全員救助された。
第21話では、バッカス隊長の指揮の下、別の島に「デッド」という前線基地を建造しようとしたが、バクを拉致したために譲に見つかり、グロイザーXによって爆破されてしまう。
ゲルモス
ガイラー帝国の空中要塞。三角形の本体に、爬虫類状の頭を付けたフォルムが特徴。元はガイラー星人宇宙探査団の母船で、ヤン博士が製作した物だが、帝国設立後は空中要塞として使われるようになる。主な目的は隊長、ギラ、（ミニ）空爆ロボを目的地まで輸送することである。頭の下部から、（ミニ）空爆ロボを出撃させる。武器は口から出す、ゲルモスミサイル。
第26話で、タキオンエンジンほどではないものの、エンジンを強化した空爆ロボの製作が可能となり、温存する必要はないと判断され、グロイザーXに倒された。以後の（ミニ）空爆ロボは北極基地から直接、出撃するようになる。
ミニ空爆ロボ
ゲルモスから発射する小型メカ（後期は北極基地から直接）。ギラが操縦し、「ミニ空爆」と略呼びされる事もある。「空爆ロボ」といっても変形することはなく、爆撃機に近い。空爆ロボの支援や地球人の誘拐が主な目的。武器は正面両脇のドリルと、ドリルからの光線。
空爆ロボ
ガイラー帝国最大の戦力兵器。ゴーレン科学長官によって製作され、ゲルモスによって（後期は北極基地から直接）目的地に運ばれ、破壊活動を行う。「隊長」と呼ばれる帝国コマンダー（または大幹部）が操縦する。
ネーミングは、第15話のハイビッキーまでは搭乗する隊長の名をそのまま、あるいはアレンジしたものが主流だったが、第16話のカイジュウからは、ベーゴマ（第17話）やコロシヤ（第23、24話）といった、ユーモラスな名前の空爆ロボが主流となる。
空爆ロボは変形の有無によって、次の4つに分類される。
1. 設定でも劇中でも、飛行モードとバトルモードがあったもの（ダイガン、デスダガー、デビルゴス、ガイラーVなど）
2. 設定ではバトルモードがあるが、劇中では出なかったもの（アタッキンガー、ガロンガー、バギラス、デスダーガン、にせグロイザーXなど）
3. 設定でも劇中でも、バトルモードがなかったもの（ゴードン、ハリケント、バイキング、ハイビッキー、コロシヤなど）
4. 設定では飛行モードがあったが、未登場のもの（ダイバッカス）

気象兵器サタン
第3話に登場。日本に異常気象を起こし食糧不足を起こすべく、ゴーレン科学長官が作った兵器。気圧を自在に操り、巨大な雹を降らせる威力がある。さらに怪光線の発射が可能。地球人に怪しまれないように、隕石に偽装している。
手始めに、北海道のある牧場に1号をゲルモスから投下。その結果、農作物はおろか、牛馬をはじめとした動物は全滅。さらに住宅なども瓦礫と化し、マサトの両親（四村医師の長女夫婦）も瓦礫の下敷きになって死亡した。その後、函館に2号を発射しようとしたが、グロイザーXの活躍で阻まれた。第27話では、マサトがサタンの怪光線を浴びた影響で、不治の病に蝕まれた事実が判明する。
マシンWA銃
第23、24話に登場。ゴーレン科学長官が作り出した銃で、グロイザーXの両目の風防窓を破壊する威力をもつ。一度はグロイザーXを敗北させたが、二度目は3倍に強化した防弾ガラスを風防窓に取り付けたために破壊できなかった。
宇宙母船
最終話に登場。青いアイロンのようなフォルムが特徴のガイラー星の巨大宇宙船。ガイラー帝国を滅ぼした後、ヤン博士の通信を受け、地球にいるガイラー星人を引き取りにやってきた。
リタとヤン博士をはじめとした地球在住のガイラー星人全員を乗せて母星への帰途に就き、その際に譲はグロイザーXでリタを見送る。

## ガイラー帝国の隊長
ガイラー帝国では、空爆ロボの操縦やギラへの指揮などを担当する「隊長」と呼ばれるコマンダーが存在する。その大半は侵略者や殺戮者から成り立っているが、リタが日本に亡命している関係上、リタの知人を投入することも多い。兵士のギラと異なり、統一された士官服が無く、各自で、独自の制服を着用している。
ダイガン隊長（第1話）
声 - 河西清
空爆ロボ第1号 ダイガンの操縦者に任命され、防衛軍基地を次々と壊滅させる。現れたリタに対し「グロイザーXを明け渡せ」と迫るが、タキオン光弾で撃破された。
デビル隊長（第2話）
空爆ロボ デビルを操縦。原子力研究所を攻撃するも、フライング・トーペドーで倒された。
デーモン隊長（第3話）
声 - 河西清
函館に気象兵器を投下させようとするゲルモスを護衛すべく、空爆ロボ デーモンに搭乗。
キンガー隊長（第4話）
声 - 河西清
空爆ロボ アタッキンガーに搭乗し、偽のSOS電波を流して、リタを生け捕りにしようとした。
パイダー隊長（第5話）
声 - 河西清
妨害電波を出す偵察空爆ロボ スパイダーに搭乗し、グロイザーXの基地を探索するが、茜島自体も妨害電波を出して、グロイザーXを出撃したために失敗した。
ドン隊長（第6話）
堂山博士が開発した、ジェット旅客機「マッハ3.5DNJ」を奪うべく、空爆ロボ ゴードンに搭乗。娘の堂山カオリと譲を人質に取り、マッハ3.5を奪ったが、ゴードンはGタンクに撃破される。そこから脱出して、マッハ3.5を再び奪うも、操縦を拒否する堂山博士を射殺したためにマッハ3.5は墜落。あえない最期を遂げる。オカマのような口調で喋る。
ケント隊長（第7話）
声 - 三橋洋一
リタのガイラー星時代の恋人。ゴーレン科学長官の「リタへの心理攻撃」への一環として、空爆ロボ ハリケントの操縦者に任命される。テレビ局を通じて、リタに帝国に帰還するように勧めた。作戦は図に当たり、リタは地球の被害を考え帰還しようとするが、日本が無防備になるのを恐れた吉田局長や飛島博士の調査で、ケントがテレビ局員を抹殺してジャックしていたことが判明。リタもケント自身の口から、それが真実だと知り、さらに「譲がリタの心を変えた」という理由で、譲の赤トンボを攻撃したため、リタは帰還を撤回。戦いとなるが、彼もリタを撃墜するまでは踏み切れず、最後はリタの放ったフライング・トーペドーを受けて散った。
ガロン隊長（第8話）
声 - 河西清
星川博士が開発した、V7ロケットエンジンを奪うべく、空爆ロボ ガロンガーで出撃、息子の星川コウジを洗脳し、設計図を盗ませ、さらに捕らえた譲を抹殺させようとするが、譲の一言で洗脳が解け、失敗。最後はフライング・トーペドーで倒された。
ハーロック隊長（第9話）
声 - 河西清
ヤン博士の親友で、リタとも顔馴染みだった。石油タンカーを襲うべく、潜水艦型の空爆ロボ バイキングに搭乗。譲を捕まえるが、譲がリタの恩人だったことを知ると譲を殺したように見せかけて脱出させ、リタに「譲を殺した」と嘘をつき、リタの攻撃を受けて散った。祖国に妻と娘がいる。
ダラス隊長（第10話）
空爆ロボ ダイダラスで出撃し、島の富豪・木島大太の娘、ゆかりを拉致し、ダイダラス上部のフードに閉じ込めて、大太に身代金を要求したが、ゆかりは取り返され、ダイダラスも撃破された。
ガイラーイッサム隊長（第11話）
声 - 金沢寿一
飛島の教え子で、譲の親友の岡本勇が帰宅途中、帝国に拉致され、洗脳された姿。円盤型の空爆ロボ ダイッサムで出撃し、譲に降伏を迫るが、戦いの最中に洗脳が解け、最後は譲を庇って、ギラに撃たれ、自分の分まで生きるよう言い残し、絶命した。劇中で、帝国の隊長となった地球人は彼だけである。
ハスラー隊長（第12話）
声 - 河西清
空爆ロボ ビーナスに搭乗。南アメリカのエンパイヤ国から日本に送られたビーナス像を空爆ロボとすり替え、エンペラー皇太子を拉致し、リタとグロイザーXとの交換を要求するが、寸前で、国防軍隊長の乗ったGタンクで皇太子は救出された。像が空爆ロボであることが、グロイザーXのタキオン光弾で暴かれ、最後はフライング・トーペドーで倒された。
ドラー隊長（第14話）
搭乗している空爆ロボ ドラキュラスを巡視船に偽装させ、漁船を襲い、魚を強奪し、乗組員を射殺した。命からがら逃げ出したゲンによって、譲たちに知られる。
ビッキー隊長（第15話）
ドゴス元帥の姪で、リタの親友。「空爆ロボの隊長になり、手柄を立てれば、母星に帰れる」とドゴスに騙され、訓練を受けて、隊長となり、空爆ロボ ハイビッキーで「贈り物」を投下。迎撃に現れたリタによって、それがICB凍結爆弾で、東京都民7000人の命を奪ったことを知らされ、驚愕する。自分が騙されたことを知り、せめてもの贖罪として、ハイビッキーでゲルモスに立ち向かうも、あえなく返り討ちにされてしまった。
ダーティ隊長（第16話）
帝国の資源不足を補うべく、巨大化機能を持つ怪獣型の空爆ロボ カイジュウで出撃し、石油や米を奪った。
ズルカス隊長（第17話）
声 - 岡田道郎
独楽型の空爆ロボ ベーゴマで出撃し、バクの故郷を攻撃。子供たちをはじめ、バクの親友の田吾作たちを殺した。ベーゴマの回転攻撃で、グロイザーXを苦しめるが、ガムにヒントを得たゴムミサイルで封じられ、倒された。
デスモン隊長（第18話）
声 - 池田勝
空爆ロボ ギロチンに搭乗し、風船爆弾で、大量虐殺を決行。グロイザーXとの戦闘ではリタを気絶させるが、密航していたサブの助けで倒された。
ルパン隊長（第19話）
声 - 飯塚昭三
保護色で姿を消せる空爆ロボ バギラスに搭乗し、橋梁を攻撃。グロイザーXとの戦闘中に、Gタンクに密航していたゲンを人質に取るが、譲がGシャークで助け、撃破される。
パンサー隊長（第20話）
声 - 三橋洋一
譲を抹殺すべく、フリーパイロット「クロード・パンサー」と称して、茜島に現れ、隙を見て、譲を殺そうとするも血の色が自分と同じ赤だと知って、小さい時に教えられた「赤い血を持つ者はみな兄弟」の言葉を思い出して思い留まり、「平和な時に会いたかった」と言い残して撤収。グロイザーXと戦うが、無抵抗のまま倒された。
バッカス隊長（第21話）
前線基地の秘密基地デッドを造るべく、出撃。たまたま近くを飛んでいたバクを捕まえて拷問するが、基地に潜入した譲に助けられ、空爆ロボ ダイバッカスで戦うが倒され、デッドも爆破された。
ダーガン隊長（第22話）
片腕のバランと協力して、グロイザーX 奪還作戦を敢行。バランをアキラ少年に変装させ、隙を見て、グロイザーXを乗っ取らせ、自分の乗る空爆ロボ デスダーガンとともに東京を攻撃しようとするが、バランは空中から放り出され、デスダーガンも撃破された。
ガストン隊長（第23、24話）
帝国一の射撃の名手。シャチ型の空爆ロボ コロシヤに乗り、愛用のWA銃で、譲とリタを狙撃。ガストン自身は2人を倒したと思っていたが2人は助かっており、2人を再び狙撃しようとするが、3倍に強化された、グロイザーXの防弾ガラスに銃撃を阻まれ、倒された。
アポロ隊長（第25話）
声 - 岡田道郎
戦車型の空爆ロボ アポロンに搭乗し、千葉の臨海国際空港から東京まで進撃、グロイザーXを砲塔の攻撃で撃墜した。だが、搭載3メカや国防軍の活躍で進撃できず、修理を終えたグロイザーXに倒された。
ダン隊長、ジャン隊長、ギル隊長（第26話）
声 - 滝雅也（ダン）、岡田道郎（ジャン）
ダガー元帥の息子。3兄弟で、長身である長兄のダン。スキンヘッド、巨漢で次兄のジャン。小柄のギルが末弟。空中要塞型の空爆ロボ ザンバラーに搭乗（本体がダン。搭載された小型空爆ロボが、ジャンとギル）し、グロイザーXを相手に3体が分離攻撃を仕掛けるが、ジャンとギルは戦死。ダンは父と弟の仇を討とうとするが、ドゴスの帰還命令を受け、志半ばで帰還した。その後、ダンとザンバラーは登場しなかった。
ダン隊長（第27話）
空爆ロボ ドカイザーに搭乗し、オゾン層を破壊して、日本を焼き尽くそうとしたが、そこへ譲とマサトの搭乗したグロイザーXが現れ、マサトが放った、フライング・トーペドーで撃破された。前回に登場したダン隊長とは名前が同じだが、別人である。
デプリン隊長（第28話）
コウモリ形の翼のついたマッコウクジラのような姿の空爆ロボ クジラに搭乗し、前線基地Q建設のためタンカー「黒潮丸」を捕らえ、乗員ごとさらった。甘い物が好きで、その後は町を襲い、スーパーマーケットから食料品を強奪していた。
ウルフ隊長（第29話）
タキオンエンジン以外は本物と互角の性能を持つ、にせグロイザーXの操縦者となり、市民を虐殺した。グロイザーXのタキオン光弾システムを故障させるまでに追い込むが、最後はGシャーク型の弾道ミサイルで撃破された。
ダイマ隊長（第30話）
声 - 滝雅也
落雷攻撃を得意とする空爆ロボ ダイガーを操縦し、初戦では譲を恐怖に陥れたが、マサトの死を通じて勇気づけられた譲によって倒された。
ヒルダ隊長（第31話）
リタの元・教育長。リタの亡命で立場を脅かされ、アザラシ型の空爆ロボ アザラシダーの操縦者となり、グロイザーXを冷凍攻撃で凍らせ、リタに帰還を要求するが拒絶され、最後は太陽熱を吸収して復活した、グロイザーXで倒される。
ゴルゴ隊長（第32、33話）
最後の隊長で、「鬼のゴルゴ」の異名を持つ。ドゴス元帥の甥で、実の息子のように可愛がっていた。前線基地Qの建造を任せられ、骸骨型の空爆ロボ ドクロで出撃。基地を完成させた後に偵察に来た、Gシャークに発信機を密かに取り付け、グロイザーXの基地が茜島と知り、総攻撃を仕掛ける。グロイザーXを奪おうとするが、バクの乗った「赤トンボ」での体当たりで失敗。国防軍の捕虜となったが、その後の去就は不明。

## 製作・作風
原作は『冒険王』（秋田書店）で、コミカライズ版の『マジンガーZ』を手がけた桜多吾作。オープニングでは『マジンガーZ』の原作者である永井豪が監修として、クレジットされている。
内容は全体的にハードなストーリーが展開され、ガイラー帝国の侵略部隊の尖兵となった、かつての親友と戦わねばならなくなったヒロイン・リタの悲哀や、主人公の仲間やその関わり深い人々が戦いの中で命を落とすなど、悲惨なエピソードも描かれた。敵勢力のガイラー帝国は元来、異星の宇宙調査団だったが、タカ派勢力のクーデターにより侵略部隊と化したものであり、ガイラー星人もヤン博士とリタ親子に代表される平和主義者や、帝国の隊長にも意に反して、ゲルドン帝王の下で地球侵略のため戦うことを強要されている者が存在するなど、従来の単純な悪の権化としての敵組織とは一線を画す描写がなされている。
終盤は地球人とガイラー星人の平和主義者たちが、ガイラー帝国に立ち向かう、連続したストーリーが展開された。最終回では戦いが終わった後の後日談に多くの時間が割かれており、地球とガイラー星の未来への希望と、母星に帰還するリタと譲の別れが描かれ、物語が締めくくられた。
戦闘シーンにおいては人型に変形することはできるが、飛行形態が基本という主人公機。同じく飛行形態が基本の敵ロボット。人型に変形しての格闘戦はあまりなく、大半が空中戦で決着がつく戦闘シーンなど、他の永井作品には例のない変則的な要素が盛り込まれた。
1980年代までは『全怪獣怪人大百科』（ケイブンシャ）に掲載される程度だったが、1990年代になり、各メディアで取り上げられ、その重厚な内容が知られるようになった。
ナック社長の西野聖市によれば、永井豪が当時『マジンガーZ』をめぐって、東映を相手に裁判を始め、東映が「一切、永井豪の作品をやらない」という姿勢を見せたため、ナックに持ちこまれた企画だったという。一方、双葉社刊『永井豪TVアニメ大全』によれば、発端はナックの独自企画だったものに、ナック側が企画の総纏めをダイナミック側に持ち掛けたものとされており、その裏付けとして菊地忠昭の証言や、ダイナミックプロの名が企画書に登場したのが第2稿以後である点が示されている。
前述の通り、東映とのトラブルがきっかけとした作品であることに加え、マジンガーシリーズやゲッターロボシリーズなどの永井豪の作品とは完全に独立したストーリーであるためにメディアへの露出は少なく、現在まで、リメイクやスーパーロボット大戦シリーズなどへの登場例はない。例外的に、2000年にダイナミック企画の創立25周年記念として制作された『ダイナミック スーパーロボット総進撃』にゲスト出演している。

## スタッフ
- 監修 - 永井豪
- 原作 - 桜多吾作
- 企画 - ダイナミック企画、永井隆、菊地忠昭
- プロデューサー - 西野清市、中野庄司、近藤伯雄
- シリーズ構成 - 安藤豊弘[注 12]
- キャラクターデザイン - 鈴木孝夫
- 作画監督 - 長谷川憲生、田中英二
- 美術監督 - 加藤清
- 美術 - 中野一郎
- チーフディレクター - 秦泉寺博
- 制作協力 - 大広
- 制作 - ナック

### 各話スタッフ
- 脚本 - 安藤豊弘、吉田進、伊東恒久、桜井正明
- 演出 - 秦泉寺博、神田隆、新田健二、高垣幸蔵、佐山一志、磯良一

## 音楽
主題歌はいずれも作詞は永井豪と高円寺博、作曲・編曲はクニ河内、歌は池田鴻が担当。
オープニングテーマ「飛（と）べ！グロイザーX」
エンディングテーマ「ゴーゴー・グロイザーX」
※ 劇伴音楽は、主題歌の作曲共々、クニ河内が担当。第12話より、同じナック制作の『アストロガンガー』（小森昭宏作曲）や『チャージマン研!』（宮内國郎作曲）の音楽が多用されるようになった。いずれもノンクレジット。

## 放送リスト
| 話     | 放送日        | サブタイトル                   | 脚本     | 演出     | 登場空爆ロボ                   |
| ------ | ------------- | ------------------------------ | -------- | -------- | ------------------------------ |
| 第1話  | 1976年 7月1日 | 大空の王者 グロイザーX         | 安藤豊弘 | 秦泉寺博 | ダイガン                       |
| 第2話  | 7月8日        | 宇宙人美少女の秘密             | 安藤豊弘 | 秦泉寺博 | デビル                         |
| 第3話  | 7月15日       | 恐怖の気象兵器                 | 安藤豊弘 | 神田隆   | デーモン                       |
| 第4話  | 7月22日       | 熱血！ヒコーキ野郎の涙が燃える | （不明） | 秦泉寺博 | アタッキンガー                 |
| 第5話  | 7月29日       | 悲しみは大空の彼方に           | 安藤豊弘 | 秦泉寺博 | スパイダー                     |
| 第6話  | 8月5日        | 悲劇のマッハ3.5 大作戦         | 吉田進   | 新田健二 | ゴードン                       |
| 第7話  | 8月12日       | リタの心を取り戻せ             | 吉田進   | 秦泉寺博 | ハリケント                     |
| 第8話  | 8月19日       | 消えた空爆ロボ                 | 伊東恒久 | 秦泉寺博 | ガロンガー                     |
| 第9話  | 8月26日       | 傷だらけの友情                 | 吉田進   | 秦泉寺博 | バイキング                     |
| 第10話 | 9月2日        | この命果てるとも               | 安藤豊弘 | 秦泉寺博 | ダイダラス                     |
| 第11話 | 9月9日        | 人間ロボット大作戦             | 吉田進   | 秦泉寺博 | ダイッサム                     |
| 第12話 | 9月16日       | 女神像を破壊せよ！             | 吉田進   | （不明） | ビーナス                       |
| 第13話 | 9月23日       | 恐怖の大飛行船                 | 吉田進   | 秦泉寺博 | デスダガー                     |
| 第14話 | 9月30日       | 皆殺しの巡視船                 | 吉田進   | 秦泉寺博 | ドラキュラス                   |
| 第15話 | 10月7日       | 悲劇の空爆ロボ・ビッキー       | （不明） | （不明） | ハイビッキー                   |
| 第16話 | 10月14日      | 日本全土を攻撃せよ             | 吉田進   | 高垣幸蔵 | カイジュウ                     |
| 第17話 | 10月21日      | 謎の飛行物体                   | 吉田進   | 新田健二 | ベーゴマ                       |
| 第18話 | 10月28日      | 果てしなき 大空の戦い          | （不明） | （不明） | ギロチン                       |
| 第19話 | 11月4日       | ゲンの命を救え                 | 吉田進   | 高垣幸蔵 | バギラス                       |
| 第20話 | 11月11日      | さらば宇宙の友よ               | 安藤豊弘 | 秦泉寺博 | ブラックパンサー               |
| 第21話 | 11月18日      | 秘密基地大爆破                 | 吉田進   | 佐山一志 | ダイバッカス                   |
| 第22話 | 11月25日      | 奪われたグロイザーX            | 安藤豊弘 | 高垣幸蔵 | デスダーガン                   |
| 第23話 | 12月2日       | ジョーとリタの命を狙え！       | 吉田進   | 磯良一   | コロシヤ                       |
| 第24話 | 12月9日       | マシーンW.A銃を防げ            | 吉田進   | 磯良一   | コロシヤ                       |
| 第25話 | 12月16日      | 恐怖の巨大戦車                 | 吉田進   | （不明） | アポロン                       |
| 第26話 | 12月23日      | 嵐を呼ぶ大空中戦               | 安藤豊弘 | 佐山一志 | ザンバラー                     |
| 第27話 | 1977年 1月6日 | 大空に怒りをぶつけた涙の一撃   | （不明） | （不明） | ドカイザー                     |
| 第28話 | 1月13日       | 恐怖！空飛ぶ鯨                 | 吉田進   | 高垣幸蔵 | クジラ                         |
| 第29話 | 2月3日        | 生きていたヤン博士             | 吉田進   | 佐山一志 | にせグロイザーX                |
| 第30話 | 2月10日       | 死をよぶ電撃作戦               | 安藤豊弘 | 秦泉寺博 | ダイガー                       |
| 第31話 | 2月24日       | 冷たく白い東京                 | 桜井正明 | 秦泉寺博 | アザラシダー                   |
| 第32話 | 3月3日        | 秘密前進基地をさぐれ           | 吉田進   | 高垣幸蔵 | ドクロ                         |
| 第33話 | 3月10日       | 茜基地に突入せよ！             | 吉田進   | 磯良一   | ドクロ                         |
| 第34話 | 3月17日       | リタよ! ジョーを撃て!          | 桜井正明 | 佐山一志 | タートルガー                   |
| 第35話 | 3月24日       | 総攻撃 ガイラー帝国            | 安藤豊弘 | 高垣幸蔵 | デビルゴス、デーモン、サターン |
| 第36話 | 3月31日       | 大空に平和の鐘が鳴る           | 安藤豊弘 | 磯良一   | ガイラーV、レッド、ブラック    |

## 放送局
| 放送対象地域  | 放送局           | 放送期間                     | 放送日時           | 系列                           | 備考                                             |
| ------------- | ---------------- | ---------------------------- | ------------------ | ------------------------------ | ------------------------------------------------ |
| 関東広域圏    | 東京12チャンネル | 1976年7月1日 - 1977年3月31日 | 木曜 19:30 - 20:00 | 独立局                         | 製作局 現：テレビ東京                            |
| 北海道        | 札幌テレビ       | 1977年頃                     | 金曜 17:00 - 17:30 | 日本テレビ系列                 |                                                  |
| 山形県        | 山形放送         | 1976年頃                     | 金曜 17:00 - 17:30 | 日本テレビ系列                 |                                                  |
| 宮城県        | 東北放送         | 1976年頃                     | 金曜 17:30 - 18:00 | TBS系列                        |                                                  |
| 新潟県        | 新潟放送         | 1977年頃                     | 火曜 17:30 - 18:00 | TBS系列                        |                                                  |
| 長野県        | 信越放送         | 1976年頃                     | 木曜 17:00 - 17:30 | TBS系列                        |                                                  |
| 静岡県        | 静岡放送         | 1976年頃                     | 木曜 17:30 - 18:00 | TBS系列                        |                                                  |
| 石川県        | 北陸放送         | 1976年12月当時               | 水曜 17:00 - 17:30 | TBS系列                        |                                                  |
| 富山県        | 富山テレビ       | 1976年10月4日 -              | 月曜 16:45 - 17:15 | フジテレビ系列                 |                                                  |
| 中京広域圏    | 東海テレビ       | 1977年1月当時                | 金曜 17:00 - 17:30 | フジテレビ系列                 |                                                  |
| 近畿広域圏    | 関西テレビ       | 1977年1月当時                | 土曜 18:00 - 18:30 | フジテレビ系列                 |                                                  |
| 広島県        | 中国放送         | 1976年10月8日 - 1977年4月8日 | 金曜 17:20 - 17:50 | TBS系列                        | 第26話で打ち切り                                 |
| 鳥取県 島根県 | 山陰放送         | 1977年1月当時                | 月曜 18:00 - 18:30 | TBS系列                        |                                                  |
| 香川県        | 西日本放送       | 1977年9月当時                | 火曜 18:00 - 18:30 | 日本テレビ系列                 | 数か月遅れ 本作放送当時の 放送エリアは香川県のみ |
| 山口県        | テレビ山口       | 1977年1月当時                | 水曜 17:30 - 18:00 | TBS系列 フジテレビ系列 NET系列 |                                                  |
| 愛媛県        | テレビ愛媛       | 1977年1月当時                | 日曜 8:25 - 8:55   | フジテレビ系列                 |                                                  |
| 高知県        | テレビ高知       | 1977年9月当時                | 火曜 17:15 - 17:45 | TBS系列                        | 約8か月遅れ                                      |
| 福岡県        | 福岡放送         | 1977年1月当時                | 土曜 17:30 - 18:00 | 日本テレビ系列                 |                                                  |
| 長崎県        | テレビ長崎       | 1977年1月当時                | 土曜 7:45 - 8:15   | 日本テレビ系列 フジテレビ系列  |                                                  |
| 熊本県        | 熊本放送         | 1976年8月16日 -              | 月曜 17:00 - 17:30 | TBS系列                        |                                                  |
| 沖縄県        | 沖縄テレビ       | 1977年1月当時                | 金曜 17:00 - 17:30 | フジテレビ系列                 |                                                  |

## 漫画
- 『てれびくん』（小学館） 1976年8月号 - 12月号連載　作画：桜多吾作
- 『小学一年生』（小学館） 1976年9月号 - 12月号連載　作画：桜多吾作
- 『小学二年生』（小学館） 1976年8月号 - 連載　作画：秋本シゲル
- サンコミックス（全2巻・朝日ソノラマ）単行本描き下ろし　作画：パンチョス石綿

## 玩具
放映時スポンサーの中嶋製作所が、合金、ソフトビニール玩具を発売し、放映から20数年以上経過した平成の21世紀に入ってから、やまとやエボリューショントイ等から新作玩具が発表・発売された。
なお、1990年代末期にダイナミック系作品のスーパーロボット達を30cm以上のビッグサイズソフビにしたマーミットの「スーパーロボット烈伝」でもグロイザーX（ロボ）がラインナップされていたが、残念ながら発売されなかった。
- 中嶋製作所（後のナカジマコーポレーション）
  - ウルトラ合金グロイザーX（大サイズとミニサイズが発売。大サイズには、ミニサイズのGジェット、Gタンク、Gシャーク付属でかつ、搭載可能。）
  - ウルトラ合金グロイザーロボ（大サイズとミニサイズが発売）
  - ウルトラ合金海阪譲（パイロットスーツでの立体化）
  - ウルトラ合金Gシャーク（ミニサイズで商品化）
  - ウルトラ合金Gジェット（ミニサイズで商品化）
  - トーキンググロイザーX（譲の台詞が出てくる音声付きソフビ玩具。ソフビGジェット付きで、本体に紐で繋がっているGジェットを引っ張る事で音声を出す。）
  - マグネチェンジャーグロイザーX　(磁石による腕と翼の付け替えでXとロボに変形。放映当時唯一の変形玩具）
  - ミニサイズソフビ
    - グロイザーX
    - グロイザーロボ
    - 海阪譲
    - リタ
    - ゲルドン帝王
- ユージン
  - 懐ロボミュージアム
    - グロイザーX
    - グロイザーロボ
- やまと
  - 群雄鋼グロイザーX
    - 通常版　
    - 原作版

（パーツ交換の差し替えで、Xとロボの両方を再現。ペーパークラフト同梱で、それらを組み上げてパッケージと絡ませることで、茜島基地の発進シーンを再現できる。ミニサイズのGジェット、Gシャーク、Gタンクと、赤とんぼ付き。　リカラーでミニ空爆ロボ付きのガイラー帝国版（第29話のにせグロイザーX）も発表されたが、発売されず。）
- 赤い靴CLUB
  - グロイザーロボ
- エボリューショントイ
  - グロイザーX
    - 通常版
    - 原作版

（マグネットパーツ交換差し替えで、Xとロボの変形を再現。ミニサイズのGジェット、Gシャーク、Gタンク付きでかつ、搭載可能。）
- ACTION TOYS
  - 完全変形グロイザーX（2025年発売。超合金魂シリーズの野中剛が監修し、本編とは異なるアレンジでの差し替えなしで、Xとロボ両形態完全変形を実現。更にミニサイズのGジェット、Gタンク、Gシャーク付属でかつ、搭載可能。）